# Велигін Петро Володимирович
Петро́ Володи́мирович Вели́гін (1923 — 13 квітня 1944) — радянський військовик часів Другої світової війни, сапер 3-го гвардійського мотоінженерного батальйону 19-го танкового корпусу (4-й Український фронт), гвардії рядовий. Герой Радянського Союзу (1944).

## Біографія
Народився у 1923 році в селі Злинка, нині Маловисківський район Кіровоградської області, в родині залізничника. Українець. Закінчив 4 класи злинської середньої школи № 1.
До лав РСЧА призваний Ленінським РВК Сталінградської області в 1942 році. Учасник німецько-радянської війни з 1942 року. Воював на Сталінградському, Південному й 4-у Українському фронтах. Брав участь в обороні Сталінграда, визволенні Донбасу, штурмі Турецького валу, де був поранений.
Особливо відзначився під час визволення Криму. 13 квітня 1944 року в складі розвідувальної групи під командуванням гвардії сержанта М. І. Піддубного на броні танка досягли околиці села Ашаги-Джамін, нині Сакський район АР Крим. Тут танк був обстріляний з близької відстані артилерією супротивника, прямим влученням танкова гармата була виведена з ладу, танкісти загинули. Розвідники були змушені зайняти кругову оборону. Тричі румунська піхота невдало атакувала десантників. Після того, як скінчились набої, радянські воїни пішли в рукопашну, але були схоплені й обеззброєні. Після нелюдських знущань і катувань понівечених розвідників прогнали через усе село й розстріляли в яру на околиці.
Похований у братській могилі в селі Ашаги-Джамін (1945 року перейменоване на Геройське).

## Нагороди
Указом Президії Верховної Ради СРСР від 16 травня 1944 року за зразкове виконання бойових завдань командування на фронті боротьби з німецькими загарбниками та виявлені при цьому відвагу і героїзм, гвардії рядовому Велигіну Петру Володимировичу присвоєне звання Героя Радянського Союзу (посмертно).
Також був нагороджений орденом Вітчизняної війни 2-го ступеня (12.12.1943) і медаллю «За оборону Сталінграда» (1943).

## Пам'ять
- У Малій Висці на честь П. В. Велигіна названо вулицю.
- В селі Злинка встановлено погруддя Героя, його ім'я присвоєне місцевій школі.
- У Сімферополі встановлено пам'ятник героям-розвідникам.
- У місті Саки одна з вулиць названа ім'ям Восьми Героїв і встановлено обеліск.